# Хосе-де-Сан-Мартин
Хосе-де-Сан-Мартин (исп. José de San Martín) — город и муниципалитет в департаменте Теуэльчес провинции Чубут (Аргентина), административный центр департамента.

## История
В 1869 году индейский вождь Касимиро Бигуа и ещё пять вождей из других мест Патагонии встретились в этом месте, чтобы официально сделать аргентинский флаг своим собственным символом.
В 1895 году, чтобы сохранить права индейцев (в то время образовывавших в этих местах 3-4 племени, ведших кочевой образ жизни) на землю и не дать ей уйти переселенцам из других стран, временный губернатор территории основал «Колонию-Хенераль-Сан-Мартин» в качестве резервации для индейцев. В 1901 году был основан город Хосе-де-Сан-Мартин. В 1941 году Национальная жандармерия Аргентины решила распространить свою деятельность на Патагонию, и именно Хосе-де-Сан-Мартин стал её первым опорным пунктом.